# Ilam (chanteur)
Pour les articles homonymes, voir Ilam (homonymie).
Ilam, né Abdoul Karim Tall, est un chanteur québécois d'origine sénégalaise.

## Biographie
Ilam naît à Dakar, au Sénégal. Il grandit dans le nord du pays, dans la Fouta, au sein d'une famille toucouleur. Ilam n'était pas destiné à devenir artiste : il est d'origine noble, et n'est pas attaché à la caste des Griots,.
Il commence à composer à l'âge de 11 ans, avant d'intégrer le conservatoire d'art lyrique et également l'École nationale des beaux-arts de Dakar. Il commence la guitare à 14 ans. En 2005, attiré par le rap, il intègre la formation Beneen Squad, dans laquelle il compose, joue de la guitare, rappe un peu, et surtout chante. 
Il arrive à Montréal en 2014. En fin d'année, il est récompensé par Le prix Coup de cœur du public lors de la Vitrine des musiques métissées au Québec. Il reçoit aussi le trophée de L'Équipe Spectra. Il joue dans les clubs de musique et rassemble alors plusieurs musiciens. Puis, après avoir reçu une bourse du Conseil des arts de Montréal en janvier 2015, il a les moyens de créer sa première démo, composée de six chansons inspirées de sa culture d'origine ou des idéaux de paix et de justice,. Ce minidisque sort en novembre 2015.
En 2016, il devient « Révélation Radio-Canada » dans la catégorie musique du monde,,.
Il participe aux FrancoFolies de Montréal en 2015,, et au Festival international de jazz de Montréal 2016.  En plus d'une vingtaine de dates de tournée à l'été 2016[réf. nécessaire], il effectue une série de spectacles en Chine,.  
À la suite de son EP paru en 2015, Ilam lance en novembre 2016 son premier album, Hope, au Club Soda de Montréal. Il chante sur cet album en wolof, en peulh, en français et en anglais,. 
En 2017, il collabore avec DJ Champion sur une chanson, dans laquelle il chante en wolof. Il est invité à l'interpréter pendant le concert symphonique lors du 375e anniversaire de Montréal,. La même année, il fait plus de 60 concerts à travers le Canada et participe à divers festivals. En novembre et décembre 2018, il se produit dans des pays africains : Burkina Faso, Côte d’Ivoire, Sénégal, Maroc. Il est remarqué par Sony Music Africa, qui lui offre une résidence dans ses studios en Côte d’Ivoire,.
En 2020, il sort Néné (mot pular qui signifie mère), hommage à sa grand-mère sur une musique où il modernise des intonations traditionnelles. Il collabore sur cet album avec divers artistes dont Baaba Maal, Yann Perreau, ainsi que André Vanderbiest, membre du groupe Les Colocs.

## Influences et style
Il déclare avoir été influencé par le blues africain, le reggae et le hip-hop. Et il a notamment beaucoup écouté Ali Farka Touré, John Lee Hooker et Janis Joplin. Il a aussi régulièrement entendu Baaba Maal, chanteur sénégalais que son père écoutait beaucoup.
D'après Le Devoir, Ilam métisse divers genre musicaux : le rock, le reggae, l'afropop, le blues. Et il y intègre des éléments d’électro, de soul, de folk, de jazz, ainsi que des chansons, notamment du québécois Gilles Vigneault, qu'il africanise,. Et concernant les paroles de ses chansons, il est selon Le Devoir un « artiste à contenu social ». Ilam déclare notamment : « La plupart de mes messages, c’est de dénoncer ce qui se passe un peu partout dans le monde. Je chante toujours la paix et l’amour. Je protège les enfants, leur éducation, leur santé : c’est un volet sur lequel je mise beaucoup. ». Il dénonce également ceux qui font « des choix de facilité centrés sur leur profit » et rend hommage à ceux « qui en profitent moins pour en laisser plus aux autres ».

## Discographie
- 2020 : Néné[17]
- 2016 - Hope[18] - Baidy Musique
- 2015 - EP - One World Music and Management